# Teatro Fraschini

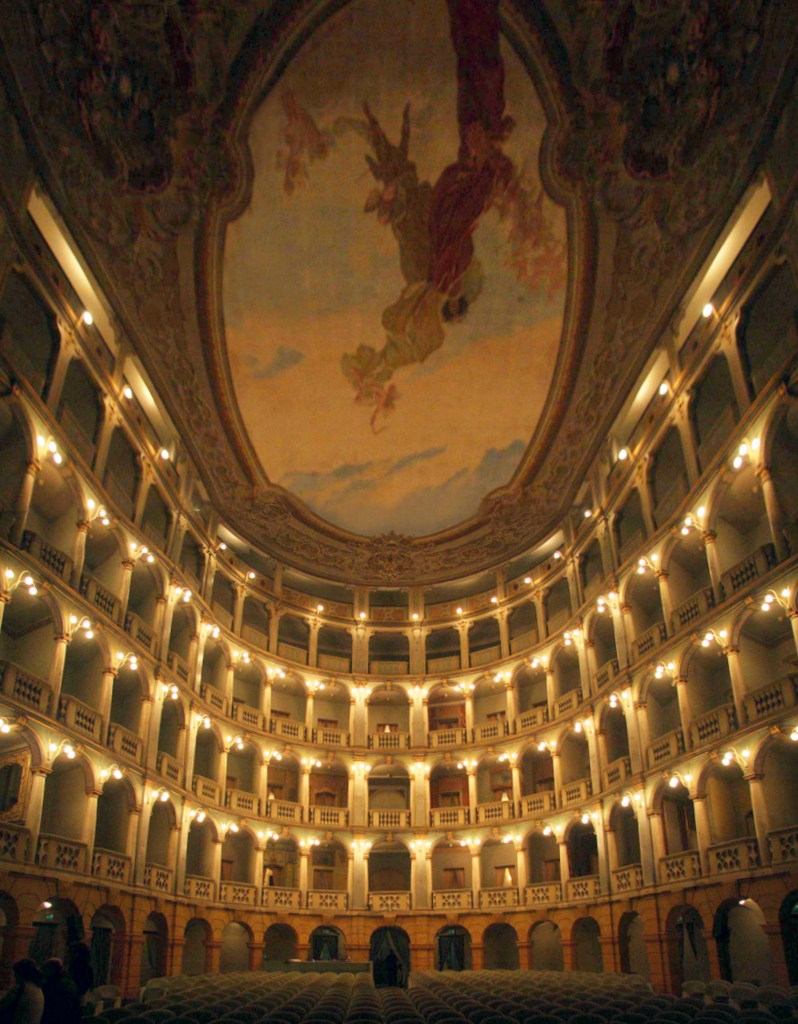
La vista della platea dal palcoscenico

Il Teatro Fraschini è il teatro lirico cittadino di Pavia. Inaugurato nel 1773, è in uso per diversi spettacoli teatrali.

## Storia
Il Teatro Fraschini portava in origine il nome di Teatro dei Quattro Nobili Cavalieri e venne pensato per contrastare i capricci del nobile Giacomo Omodei, unico proprietario a Pavia di un teatro, abituato a imporre i propri privilegi anche al pubblico, che si ritrovava costretto a sottostare a inutili imposizioni, come l'attesa dell'inizio dello spettacolo fino al suo arrivo.
Il nome deriva dal fatto che il teatro nacque dalla volontà di quattro nobili signori rappresentanti dell'illuminato decurionato pavese, che fondarono la Società dei Cavalieri: il Conte Francesco Gambarana Beccaria, il Marchese Pio Bellisomi, il Marchese Luigi Bellingeri Provera e il Conte Giuseppe de' Giorgi Vistarino. Essi stabilirono di condividere l'amministrazione e la direzione del teatro e di affidare il progetto per realizzarlo ad Antonio Galli da Bibbiena, rappresentante di un'antica e prestigiosa famiglia di scenografi-architetti. I lavori per la costruzione del Teatro dei Quattro Nobili Cavalieri cominciarono nel 1771 e il teatro inaugurò la sua prima stagione nel 1773, alla presenza dell'Arciduca Ferdinando d'Austria. Il teatro fu inaugurato il 24 maggio 1773 con l'opera Il Demetrio, composta dal compositore ceco Josef Mysliveček su versi di Pietro Metastasio. Il 7 maggio 1805, poco prima dell'incoronazione, Napoleone Bonaparte e la sua consorte Giuseppina de Beauharnais giunsero a Pavia, e al Teatro si organizzò una festa da ballo in loro onore.
Dopo un secolo dalla fondazione, a causa di spese troppo ingenti ed esigui ricavi, la Società rischiò il fallimento, che avrebbe comportato la chiusura del teatro. Per evitare ciò, nel 1869 subentrò nella proprietà dell'edificio il Comune di Pavia, che successivamente lo rinominò Teatro Fraschini, in onore del tenore pavese Gaetano Fraschini. Simbolo della cultura e dell'aggregazione sociale pavese, il Teatro Fraschini è lo spazio comunale deputato alla produzione e fruizione di arte drammatica e musicale della città, ed anche, per il suo valore architettonico e artistico, uno dei monumenti cittadini più prestigiosi.

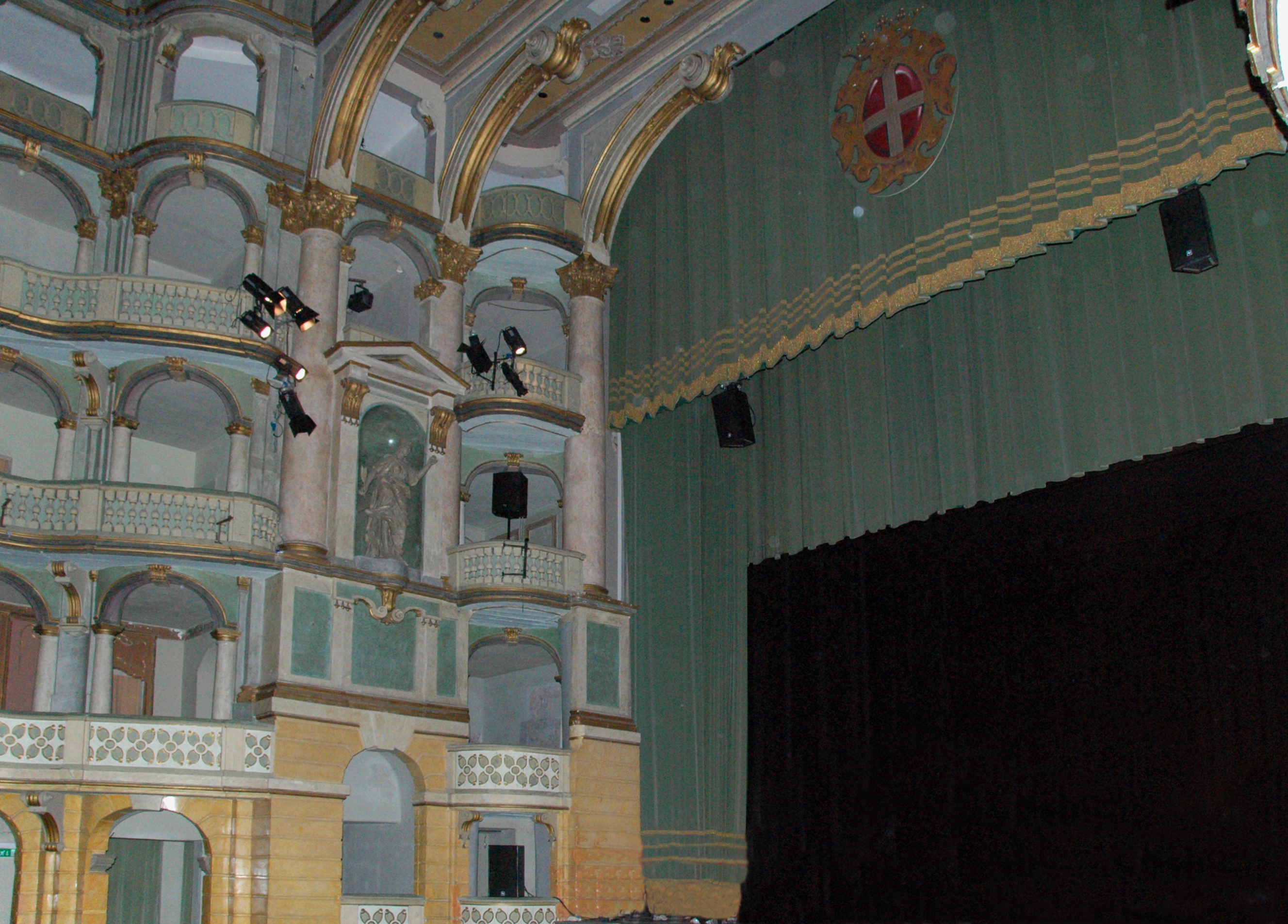
dettaglio dei palchi.

Il teatro Fraschini ha ottenuto il riconoscimento di Teatro di Tradizione nel novembre 2003 con decreto del Ministero per i beni e le attività culturali.

## Descrizione
Il Fraschini è un tipico teatro all'italiana; la grande sala del teatro è a forma di ferro di cavallo e accoglie 409 posti, secondo il gusto imperante nel Settecento; è un esempio artistico della ricerca prospettica del barocco.
La pianta della sala è a campana con cassa armonica (soluzione ottimale per l'acustica) ricavata da una galleria non praticabile sotto la platea. Sopra un porticato terreno a bugnato di tipo toscano, si sviluppano cinque ordini di palchi, tre inferiori (con capitelli dorico, ionico composito corinzio e attico) e due superiori (il quarto ordine è a tribuna e il quinto a loggione).
Il grande soffitto ligneo reca un pregevole affresco del pittore pavese Achille Savoia, rifatto nel 1909 da Osvaldo Bignami. Le due grandi statue ai lati del proscenio, opera di Michele Forabosco, rappresentano rispettivamente la Musica e la Poesia.
Al secondo ordine è presente un forno ancora ben visibile e conservato, testimonianza di come la vita teatrale dei nobili non consistesse solo nell'assistere agli spettacoli ma si estendesse all'intrattenimento con cene e giochi di società nei palchi di proprietà e nei salottini dei retropalchi. Ogni palco è dotato di camerino e gran parte di essi conservano stucchi e affreschi settecenteschi, diversi tra loro in base al gusto personale degli originali proprietari. Va infatti evidenziato che, fin dalla fondazione, i palchi furono venduti a privati, che erano tenuti a provvedere all'arredo con tappezzerie, mobili, affreschi, stucchi, porte e tende, purché essi non rompessero l'aspetto e l'architettura complessiva della sala. La facciata, che si apre su Strada Nuova, è dotata di atrio porticato aperto in tre portici e due piani superiori scanditi in orizzontale da cornicioni e in verticale da lesene sovrapposte, d'ordine dorico, ionico e corinzio, tra le quali si aprono finestre con cappello a timpano.

## Restauri
Nonostante già pochi decenni dopo la sua inaugurazione fosse ritenuto grandioso, ma lontano dai dettami stilistici imposti dal neoclassicismo, il teatro è rimasto intatto nella struttura originaria. Successivamente, il Fraschini rischiò una serie di modifiche sostanziali che ne avrebbero snaturato l'armonia e lo stile, come il progetto dell'ingegner Coliva di Bologna (1904), non attuato, che prevedeva la realizzazione di due gallerie, oltre all'innalzamento di una copertura per ampliarne la capienza. 
Nel Novecento gli interventi hanno contemplato una risistemazione dell'atrio principale e della sala del ridotto, un ampliamento del palcoscenico e il rifacimento degli impianti elettrici.
Il restauro più sostanziale (che ha interessato l'intero l'edificio) è stato attuato dal 1985 al 1994, periodo in cui il teatro fu chiuso per poi essere riaperto una volta completati i lavori, eseguiti su progetto e direzione dello studio Pica Ciamarra Associati.
Gli ultimi restauri (2020) hanno valorizzato la struttura architettonica settecentesca armonizzandola alle tonalità ottocentesche e al soffitto del '900, e hanno riportato il teatro ai suoi massimi splendori.

## Eventi da ricordare
Nell'ottobre del 1903 Antonino Palminteri dirige al Teatro Fraschini l'opera Germania di Alberto Franchetti. Nell'ottobre del 1906 il M° Palminteri torna al Fraschini per dirigere Il trovatore e La forza del destino di Giuseppe Verdi, Faust di Gounod e La Wally di Alfredo Catalani. Il successo è così strepitoso che la Stampa si esprime così: "[..] Quando si sappia che il M.° Palminteri fu l'amico intimo e caro dell'infelice Catalani crediamo di essere dispensati dal tessere le lodi parlando dell'esecuzione di Wally. Ogni più minuta finezza non è trascurata dalla sua direzione, la forza, la commozione a volte, e diciamolo pure, l'espressione con la quale dirige dimostrano come egli abbia trasfusa in sé l'anima dell'amico mentre fa eseguire le migliore sue pagine. In tutta l'opera, ma specialmente nel preludio dell'atto terzo, la sua direzione è grande, straordinariamente grande  ".